# Olle Jacobsson (handbollsspelare)
Carl Olof Emanuel "Olle" Jakobsson, ofta stavat Jacobsson, född 27 april 1949 i Säter, Kopparbergs län, är en svensk tidigare handbollsspelare (vänsternia).

## Klubblagskarriär
Olof "Olle" Jacobsson föddes i Säter, Kopparbergs län. Bara några veckor senare flyttade han och familjen "tillbaka" till Göteborg där båda föräldrarna var uppvuxna och bodde några år tidigare. Familjen bosatte sig till en början i stadsdelen Redbergslid men flyttade efter några år till det nybyggda bostadsområdet i Slätta damm (Tolered). Jacobsson började så småningom spela handboll i den lokala föreningen Tolereds AIK (Taik) och gick sedan till Redbergslids IK (RIK). Där blev han som nittonåring cupmästare 1969.
Bara 20 år gammal, då han spelade för RIK, blev Jacobsson uttagen till VM 1970 i Frankrike. Inför säsongen 1970/1971 lämnade han RIK för GIK Wasaiterna. Efter fem säsonger i Wasaiterna bytte Jacobsson klubb till IK Heim och spelade åter i högsta serien. Heim tog sig efter att ha vunnit serien 1976 till SM-final mot Ystads IF som man förlorade med 1–2 i matcher. Han spelade kvar i klubben till 1978 då han lämnade efter att inte ha kommit överens med klubben. Säsongen 1978/1979 spelade Olle Jacobsson för HP Warta. Han spelade kvar i HP Warta till 1983. 1983 valde han att spela för Tolereds AIK, sin moderklubb. Han spelar kvar i klubben till 1986.

## Landslagskarriär
Jacobsson spelade fyra A-landskamper och gjorde 11 mål för Sveriges landslag år 1970, då han också deltog i två matcher vid VM-turneringen i Frankrike. Jacobsson spelade i matcherna som gällde plats 5-8 i VM. Sverige slutade på sjätte plats i VM 1970.

## Privat
Olle Jacobsson är farbror till landslagsspelaren Johan Jakobsson. I det civila arbetade han som brandman.